# 山口莉愛
山口 莉愛（やまぐち りな、2008年11月22日 - ）は、日本のアーティスト、女優、歌手、ダンサー。
Lucky²のメンバー。lovely²の元メンバー。

## 来歴
2018年、LDH JAPAN主催のTHE GIRLS AUDITIONの俳優部門でファイナリストとなる。
2019年9月から、ガールズ×戦士シリーズ第3作「ひみつ×戦士 ファントミラージュ!」にサライ役で出演。
2020年7月から、ガールズ×戦士シリーズ第4作となる「ポリス×戦士 ラブパトリーナ!」に紫原サライ/ラブパトパープル役で出演し、同番組から派生したユニット・lovely2のメンバーとして活動。
2021年6月13日に行われたlovely2の配信ライブで、杉浦優來と共に新ユニット『Lucky2』へ加入することを発表。これにより、lovely2としての活動は同年6月30日をもって終了した。
2021年7月から『おはスタ』に「おはスタ調査隊」の見習い調査隊員としてレギュラー出演を開始。同年10月におはガールのメンバーに昇格し、2022年3月まで活動した。

## 人物
- EXPG STUDIO YOKOHAMA 出身[1]
- 趣味：料理、ボーリング、ドラマ鑑賞
- 特技：オセロ、(編み込みヘアアレンジ)
- 好きな食べ物：生姜焼き、チーズタッカルビ、キウイ、甘い物全て
- 好きな飲み物：コーラ、メロンソーダ
- 好きな漫画/アニメ：「からかい上手の高木さん」、「ドラえもん」、「クレヨンしんちゃん」、「鬼滅の刃」、「約束のネバーランド」
- 好きなYouTuber/インフルエンサー：ばんばんざい、くれいじーまぐねっと、MINAMI (YouTuber)、折田涼夏
- 好きなスポーツ：バドミントン、バレーボール、
- 好きなゲーム：「荒野行動」、「マリオカート」
- 好きな映画：「あなたの番です 劇場版」、「すずめの戸締まり」、「キャラクター」、「映画ドラえもん のび太の宇宙英雄記」、「映画ドラえもん のび太の南極カチコチ大冒険」、「クレヨンしんちゃん ガチンコ!逆襲のロボとーちゃん」
- 好きな曲：ばんばんざい「トライアングル」、ばんばんざい「宵花火」、西野カナ「Best Friend」、LE SSERAFIM「ANTIFRAGILE」、LE SSERAFIM「FEARLESS」、NiziU「Paradise」
- 好きな絵文字：💜💓🥺😋
- 好きな動物：犬、ゴリラ
- 好きなファッション：ガーリー系、モノトーン系
- 憧れの人：ばんばんざい、LE SSERAFIM
- 座右の銘：「初心忘るべからず」
- アーティストでなかったらやってみたい職業：メイクアップアーティスト
- 兄弟は兄がいる。

- 血液型は家族全員O型[5]。

## 出演

### テレビドラマ
- ガールズ×戦士シリーズ（テレビ東京）
  - ひみつ×戦士 ファントミラージュ!（2019年9月22日 - 2020年6月28日） - サライ 役[2]
  - ポリス×戦士 ラブパトリーナ!（2020年7月26日 - 2021年6月27日） - 紫原サライ / ラブパトパープル 役[2][3]
  - ビッ友×戦士 キラメキパワーズ! - 紫原サライ / ラブパトパープル 役　
    - 第7話（2021年8月22日）
    - 第25話 - 第27話（2021年12月26日 - 2022年1月16日）
    - 第32話（2022年2月20日）

  - リズスタ -Top of Artists!- - 紫原サライ 役
    - 第31話（2022年11月06日）
- ガル学。 ～ガールズガーデン～ page03（2021年7月21日、テレビ東京） - リナ 役

### バラエティ
- おはスタ（テレビ東京）
  - 『おはスタ調査隊』見習い調査隊員（2021年7月5日 - 9月）
  - おはガール（2021年10月4日 - 2022年3月25日） - 火曜日担当 [6]

### テレビアニメ
- トミカ絆合体 アースグランナー 第51話（2021年3月28日、テレビ大阪） - 紫原サライ / ラブパトパープル 役（ゲスト出演）[7]
- ガル学。II 〜Lucky Stars〜（2022年、テレビ東京系列） - リナ 役[8]

### 映画
- 劇場版 ひみつ×戦士 ファントミラージュ! 〜映画になってちょーだいします〜（2020年7月23日） - サライ 役
- 劇場版 ポリス×戦士 ラブパトリーナ! ～怪盗からの挑戦！ ラブでパパッとタイホせよ！～（2021年5月21日） - 紫原サライ / ラブパトパープル 役[9]

### ラジオ
- Lucky²のラッキートーク! （2022年9月29日-、文化放送）

### MV
- 魔法×戦士 マジマジョピュアーズ! から
  - magical²「ミルミル〜未来ミエル〜」（2018年）[10]

　　バックダンサー